# 모내기

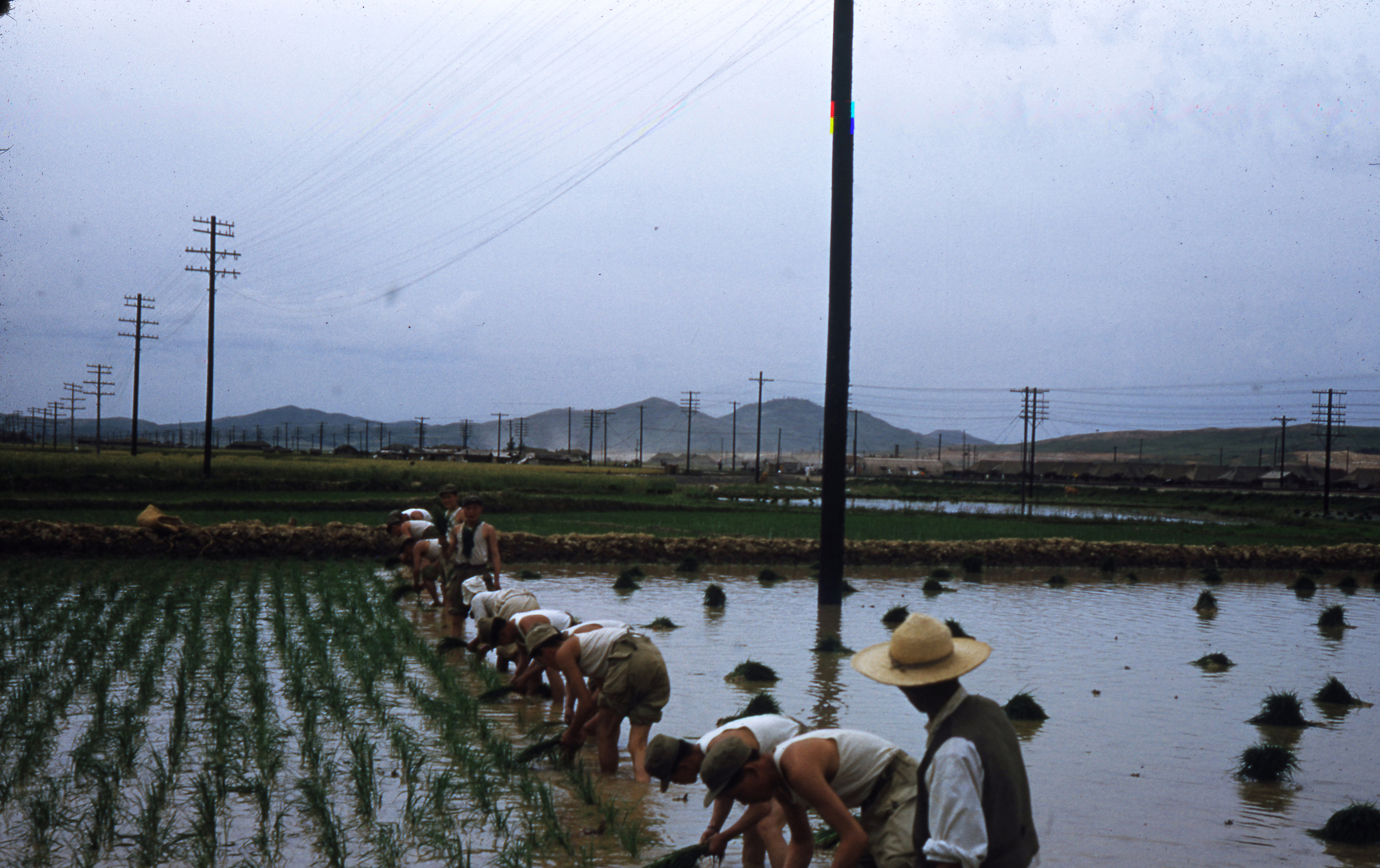
1951년 대구 K-2비행장 외곽 논에 모심기에 대민지원하는 군인들

모내기 또는 이앙법(移秧法)은 모판(못자리)에서 싹을 틔운 모(육묘)를 논에 심는 농작법을 말한다.
모내기는 씨뿌림 자리가 작고, 균일하게 심을 수 있으며, 잡초 손질하기도 쉬워 관리하는 데 편하다. 그 덕분에 직접 씨앗을 뿌려 재배하는 직파법에 비해 일반적으로 생산량이 높다. 하지만 모내기철 가뭄에 주의하여야 하고, 20세기까지 모판에서 본논에 옮기는 데 품(노동력)이 많이 든다는 단점이 있어서 많은 사람이 같이 했고 새참도 먹었다 그러나 1980년대부터 이앙기 등의 보급으로 많이 해결되었다.
대표적으로 모내기가 행해지는 벼농사의 경우, 쌀을 주식으로 하는 아프리카 지역에서 주로 모내기가 선호되는 편이며, 쌀이 주식이 아닌 아시아 이외의 지역에서는 생산량이 적더라도 노동력이 적게 드는 직파법이 선호되는 편이다.

## 방법과 시기
모는 줄모로 내는 것이 좋다. 띔줄과 심는 줄의 눈 사이를 같게 하는 정사각형심기보다 띔줄의 눈 사이를 좀더 넓게 하는 직사각형 심기를 하는 것이 보통이다. 이것은 재배할 때 작업하기에 편리하고, 후기 생육이 좋아지는 경향이 있기 때문이다. 보통 포기당 3-4개의 모를 심는다. 모는 3cm 정도로 얕게 꽂아야 착근과 포기나누기가 빨라진다. 육묘상자에서 기른 모는 서로 뿌리가 얽혀 직사각형의 매트 모양으로 되어 있다. 이것을 이앙기의 보습을 떼어내어 줄 사이 30cm, 포기 사이 약 15cm 간격으로 심는다. 보통 보행식으로는 한번에 2줄, 또는 4줄이나 6줄 씩 심는다. 최근에는 승용식으로 8줄씩 심는 기계도 있다. 재식밀도는 포기당 3, 4개로 1㎡당 20-25포기가 된다. 이것은 손으로 심을 때의 1㎡당 15-20포기보다 상당한 밀식이다. 모내기의 시기는 기상이나 전작물(前作物)의 수확기, 수리(水利)의 사정, 품종의 조만성(早晩性), 노동력 등을 고려하여 결정한다. 도작 기간(稻作期間)이 짧거나 가을 날씨가 나빠 수확을 서둘러야 하는 북부지방에서는 빠른 시기에 모내기를 한다. 그러나 모내기를 한 후 모가 착근하는 데는 일평균 기온이 어린모는 12℃ 이상, 중모는 13.4℃ 이상이어야 하므로, 한국에서의 조기이앙 한계기는 5월 상순이다. 중부 이남지역에서의 모내기 시기는 이보다 다소 늦어 5월 하순에서 6월 상순이며, 따뜻한 지역일수록 늦어진다. 현재는 보온절충 못자리의 보급으로 조기육묘가 가능해짐에 따라 모내기 시기가 종전보다 약 1개월 정도 앞당겨졌다. 모내기를 일찍 하면 벼의 영양 생장기간이 길어지기 때문에 출엽(出葉) 및 포기나누기 수가 많아지고, 그에 따라 수확량도 많아진다.

### 뿌리내리기
모내기를 한 뒤 며칠 지나면 마디부분에서 씨뿌리가 나와 모가 착근한다. 그 뒤 생장함에 따라 어떤 일정한 간격으로 차례로 마디가 불어나고 그에 따라 잎의 수가 불어난다. 또 아래쪽의 각 마디에서는 분얼경(分蘖莖)이 나오고, 다시 분얼경의 기부에서 제2차분얼경이 나와 포기수가 한 포기당 20-40개까지 불어난다. 포기수가 가장 많아지는 시기를 최고 포기나누기 시기라고 하며, 이 시기가 지나면 각 줄기는 잎을 불리는 것을 중지하고 어린 이삭을 형성한다. 그러나 늦게 나온 분얼경에는 이삭이 형성되지 않고 후에 시들어버린다. 이것을 무효 포기나누기라 하며, 전체의 20-30%가 된다. 이삭수는 수확량과 관계가 깊으므로 될수록 무효 포기나누기를 적게 하고 유효 포기나누기가 많아지도록 재배한다. 줄기에는 약 15-20개의 마디가 있으며, 개화기가 가까워지면 위쪽의 4-5마디 사이가 신장하여 이삭이 밖으로 나타나고, 벼높이는 1m 정도 된다. 마디 사이는 속이 비어 있고, 역학적으로 부러지기 어려운 구조로 되어 있다.

## 역사

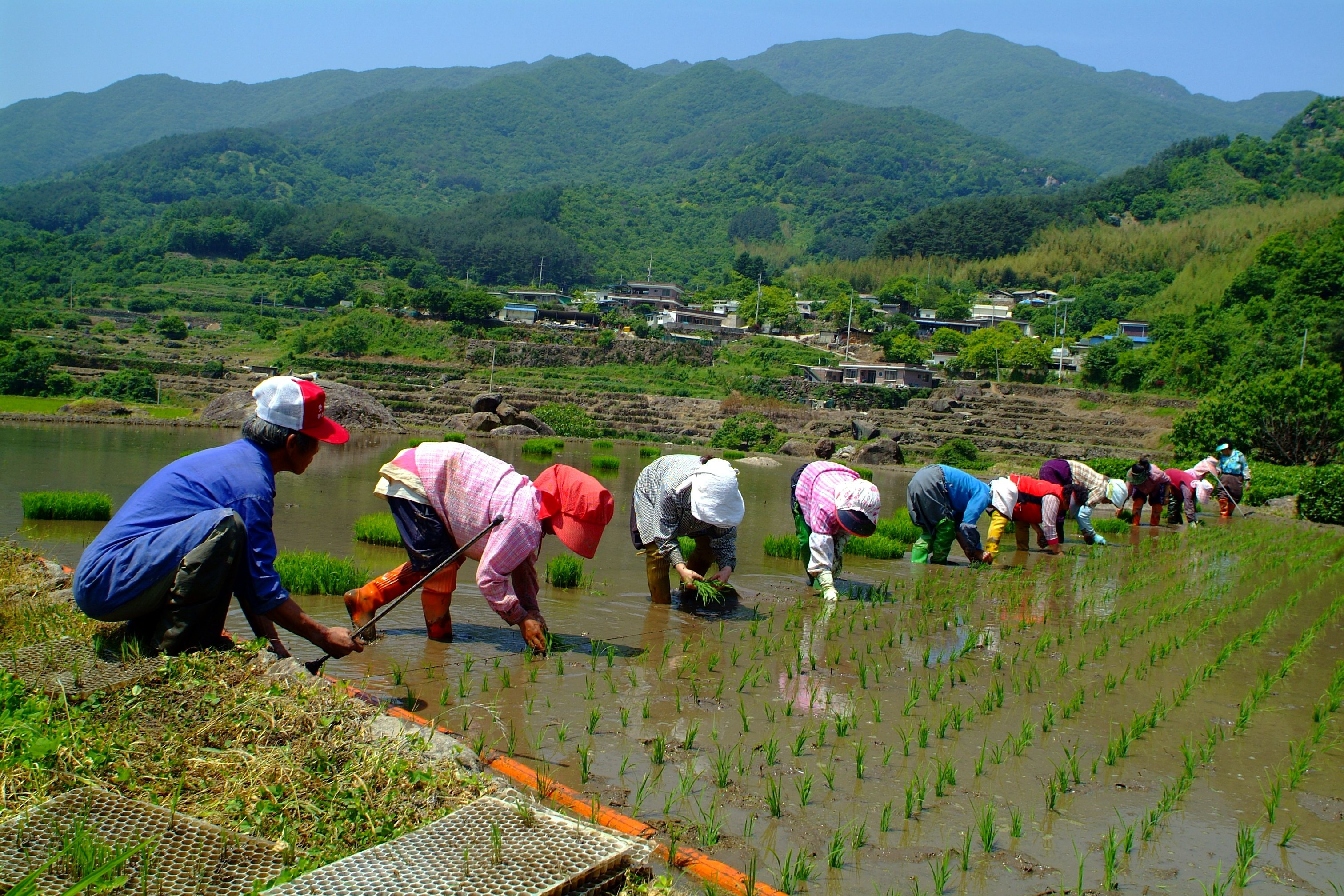
모내기

이앙법은 고려시대부터 시행되어 왔으나, 18세기 이전까지는 강원도 일부 지역에서만 시행되었다. 조선에서는 모내기 철에 가뭄이 들면 1년 농사를 전부 망치는 이유로 금지 시키고 직파법을 권장하였으나, 숙종 때 농업과 상·공업이 발달하면서 보급되기 시작하다가, 18세기 《농가집성》 등을 통해 모내기가 씨를 뿌려서 벼를 재배하는 파종법보다 생산성이 높다는 것이 판명되면서 오히려 권장되어 널리 보급되었다.
숙종 재위 초인인 17세기 후반에 이르게 되면 농민은 벼 경종법으로 이앙법을 전면적으로 채택하고 있었다. 당시 이미 이앙법이 풍속이 되어 버렸기 때문에 갑자기 금지하기 어려운 상황이었다고 평가할 수 있다. 이앙법은 논경종법으로 채택하였을 때 농민이 거둘 수 있는 최대의 이점은 역시 제초노동력의 절감이었다. 또한 이앙법의 채택으로 일어나는 노동력의 집중적인 투입, 즉 이앙기에 필요한 대규모 노동력의 동원을 가능하게 하는 공동노동 조직으로서 두레의 형성이라는 농업여건의 변화가 나타났다.
21세기에 이르러서는 농업기계화 촉진에 따라 이앙기를 이용하여 이루어지고 있다.

## 모내기 노래
농업노동요의 기본적인 형태의 하나이며, 모내기가 전국적으로 보급되었을 때부터 널리 퍼져 어디서나 거의 같은 모습으로 전해지고 있다

### 상주 모내기

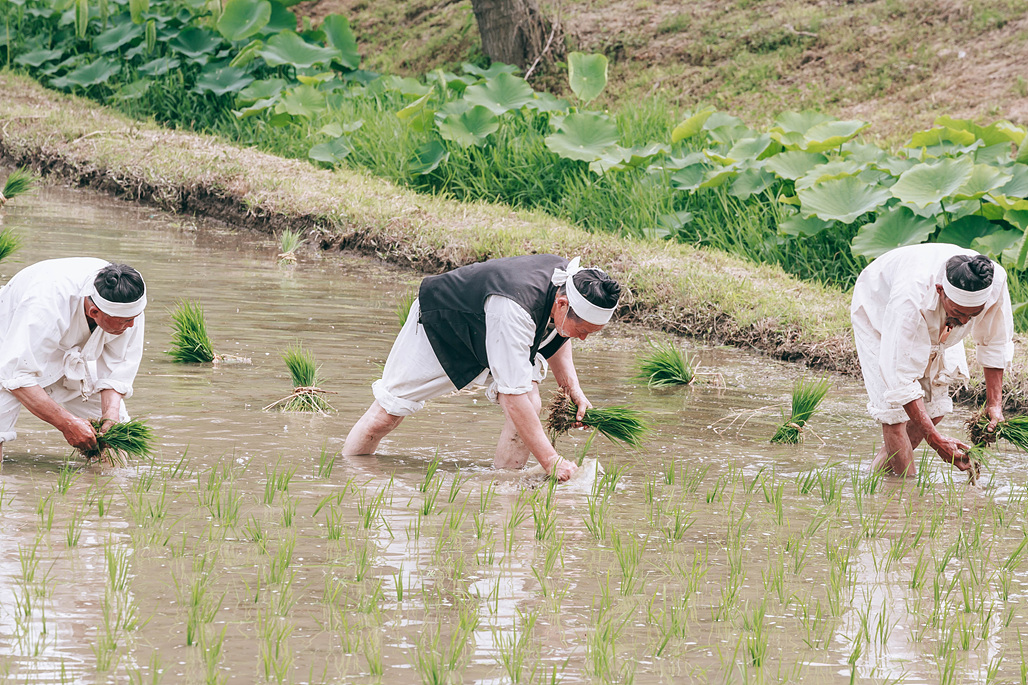
증평 모내기-장뜰두레농요

상주 모내기 란 구전 민요 중에 나오는 이앙가(移秧歌)의 일절로서, '상주·함창(咸昌) 공갈못에 연밥 따는 저 큰악아, 연밥 줄밥 내 따주께, 이내 말삼 듣고 가소'라는 노래 중에 나오는 것을 주제로 삼고 모내기 할 때의 양상과 노래를 엮는다. 이 모내기 노래는 가장 향토적이면서도 지역적으로 보편적인 것이니, 현재에도 각 지방에서 모심기할 때 논에서 수많은 남녀노소가 부른다. 이 노래는 일하는 과정에 따라 모찌기 노래와 모심기 노래의 둘로 나눌 수 있고 또 시각에 따라 관련된 내용의 노래를 부르는 것이니 아침에 일을 할 때, 점심 때가 가까워 올 때, 해가 저물 무렵 등에 따라 가사를 달리하며, 4·4조(四四調)로서 4구(四句) 32음을 아무런 제한 없이 달아간다. 먼저 메김소리(先唱)를 하면 뒤에 합창으로 앞사람의 소리를 받아서 한다.

## 기계 모내기
1980년대부터 농기계의 보급과 이용이 급속히 늘어남으로써 21세기 대부분의 농가가 이앙기로 모를 낼 뿐만 아니라, 이앙기에 의한 기계 모내기의 작업기간도 훨씬 단축되었다.

## 같이 보기
- 논갈이
- 육묘